# 平山岛
平山岛，也称平岛，位于中华人民共和国华东地区黄海海州湾以东海域，地处江苏省和山东省交界处，行政上存在争议，江苏省连云港市连云区和山东省日照市岚山区均设有前三岛乡对其进行管辖，目前由江苏实际管理。

## 地理
平山岛近东西走向，东西长900米，南北宽300米。面积0.1338平方千米，海岸线长2.9千米。岛上最高点高程为45米。